# Pamiati 13 Borcow
Pamiati 13 Borcow (ros. Памяти 13 Борцов) – osiedle w Rosji, w Kraju Krasnojarskim, w rejonie jemieljanowskim. W 2010 liczyło 2968 mieszkańców.